# VirusBuster
A VirusBuster Kft. a kevés magyarországi biztonsági szoftverfejlesztő cég egyike volt. A 100 százalékosan magyar tulajdonú budapesti vállalkozás olyan szoftvertermékeket fejlesztett – ugyancsak VirusBuster néven – a magyar és nemzetközi piacra, melyek eleinte elsősorban a számítógépes kártevőellenes védelmet, később pedig már a teljes informatikai biztonságot szolgálták. A cég 15 éves működés után 2012 végén fejezte be tevékenységét.

## Történet
- A cég jogi és szakmai elődje már az 1980-as évek végén is fejlesztett vírusvédelmi termékeket. A Virsec szoftver 1989-ben jelent meg, egy időben néhány ma is ismert számítógépes kártevőellenes termék első változatával.
- A termék 1992-ben kapta a VirusBuster nevet, amely a későbbi hivatalos cégalapításkor a vállalat neve is lett.
- 1997: a VirusBuster Kft. megalakulásának éve. Az ezt követő időszakban a Kft. elsősorban továbbra is számítógépes vírusellenes termékeket fejlesztett, és azokat is főként a magyar piac, azon belül pedig az állami szektor számára.
- 2000 volt a nemzetközi nyitás éve; a VirusBuster IT-károkozó ellenes megoldásai ez év nyarától vesznek részt a nemzetközi teszteken, és maga a cég is ebben az évben kezdte el egyre intenzívebben építeni nemzetközi kapcsolatait.
- A 2000-2003 közötti években a VirusBuster folyamatosan bővítette termékpalettáját. Ez a fejlesztés a védett platformok illetve rendszerek számának növekedésében, az újfajta számítógépes fenyegetések elleni réteges védelmi eszközök fejlesztésében és a cég biztonsági szoftvereit központilag felügyelő rendszer kialakításában nyilvánult meg. Amellett, hogy a fejlesztések révén a cég hatékony megoldásokat kínálhatott a szervezeti felhasználók számára, 2001-ben létrejött az első olyan nemzetközi partnerkapcsolat, melyben egy külföldi vállalkozás – az ausztrál Leprechaun – a VirusBuster technológiáját licencelte saját védelmi rendszerei számára.
- 2003 és 2006 között a VirusBuster a kelet-európai piac fejlesztése mellett folyamatosan erősítette a jelenlétét más világpiaci régiókban is. Ebben az időszakban lett önálló termék a cég kártevőellenes "motorja", melyet számos külföldi biztonsági fejlesztő integrált saját termékeibe, és ekkor jelent meg a cég az amerikai piacon is.
- 2006 óta a VirusBuster a nemzetközi kutatási-fejlesztési és technológiai kapcsolatok bővítése illetve a termékeinek jelentős átdolgozása és továbbfejlesztése mellett kiemelt figyelmet fordít a belső strukturális átalakításokra illetve piaci és stratégiai szempontokra.
- 2008: Szappanos Gábort, a VirusBuster Kft. víruslaborjának technológiai munkatársát beválasztották a – 2007-ben létrehozott – Anti-Malware Testing Standards Organization (Kártevőellenes Tesztszabványok Szervezete – AMTSO) vezetőségébe.
- 2008: Bozsó Julianna ügyvezető – az Év Informatikai Cégvezetője díjazásban részesült a magyar IVSZ (Informatikai Távközlési és Elektronikai Vállalkozások Szövetsége) által
- 2011: Az informatikai biztonsági ágazat egyik legrangosabb gyártó-független szaklapja, a Virus Bulletin ”Virus Bulletin 100%” (VB100) további tanúsítványokkal díjazta a VirusBuster termékeinek minőségét: a VirusBuster a magazin sorozatban 12, egymást követő vizsgáján is volt már eredményes, ráadásul ugyanazon a teszten 14 másik céget is sikerre segített, azaz a nemzetközi mezőny termékeinek több mint ötödében a VirusBuster víruskereső motorja volt megtalálható.
- 2012 augusztus: A VirusBuster Kft. megszünteti a fejlesztési üzletágát.[1]

## Termékek
A VírusBuster elsősorban a számítógépes kártevők elleni- és levelezésvédelmet biztosító rendszereket fejleszt az összes piaci terület, azaz otthoni-, és mérettől függetlenül szervezeti felhasználók számára, de például a fogyasztói piacra szánt VirusBuster Internet Security Suite lényegében teljes védelmet nyújt az otthoni felhasználóknak. A cég szervezeti felhasználóknak szánt károkozó-ellenes szoftvereinek általános jellemzője, hogy minden lényeges operációs rendszert lefednek a munkaállomások és kiszolgálók vonatkozásában is.

A VirusBuster számítógépes biztonsági rendszerei a független IT-biztonsági véleményalkotók – és a nemzetközi tesztek eredményei – szerint hatékonyságukban és sebességükben is a „jobbak” közé tartoznak. Néhány szakember szerint a cég védelmi rendszereinek kezelői felülete „túl hagyományos”, de sokan vélik úgy, hogy ez a már-már a régimódiság határát súroló tulajdonság kifejezetten jót tesz a szoftverek áttekinthetőségének és kezelhetőségének. A szakmai körök pozitívumként értékelik, hogy a cég kártevőellenes rendszerei minden lényeges üzleti platformon lényegében teljes körű védelmet nyújtanak az IT-fenyegetések ellen.

## Technológiai licencek
A különböző piaci szegmensek számára kialakított "dobozos" védelmi megoldások mellett a VirusBuster tevékenységében komoly szerepet játszik az a tény, hogy a vírusellenes motor is önálló termékké vált, azaz számos nemzetközi biztonsági fejlesztő licenceli és építi bele saját védelmi eszközeibe a VirusBuster technológiáját.

Közülük néhány:
- Agnitum (Outpost Pro Security suite)
- Australian Project (ZondexGuard Desktop anti-virus protection)
- Balabit (Zorp Virus filtering in Application Layer Firewall)
- Central Command (Vexira Full VirusBuster product line rebrand)
- Kaspersky Lab (Kaspersky Hosted Security: mailDefend, FreeBSD platform)
- Leprechaun (VirusBUSTER II Desktop antivirus protection)
- Microsoft (Microsoft Forefront Security for Exchange Server, Microsoft Forefront Security for SharePoint)
- OPSWAT (Metascan)
- Proteatools[halott link] (Protea AntiVirus Tools for Lotus Domino)

## Nemzetközi kapcsolatok
A már említettek mellett a nemzetközi fejlesztési projektekben a VirusBuster legfontosabb stratégiai partnerei:
- Microsoft
- HP
- Sun Microsystems
- Novell

## Szolgáltatási Központ
A VirusBuster Kft. magyar nyelven, közvetlen gyártói kapcsolattal; ezáltal egyedülálló reakcióidővel tud szakmai támogatást nyújtani ügyfeleinek, legyen szó tanácsadásról, telepítésről vagy akár soron kívüli vírusadatbázis kiadásról.
A támogatási tevékenységek közt szerepel:
- Rendszerfelmérés, tervezés, implementálás.
- Oktatás, biztonságtechnikai tanácsadás.
- Implementációs, illetve üzemeltetési dokumentációk készítése.
- Rendelkezésre állás telefonon akár a hét minden napján 0-tól 24 óráig.
- Távsegítség
- Helyszíni munkavégzés, legyen szó akár, vírusirtásról, üzemeltetési- vagy hibaelhárítási feladatokról.
- A vírusgyanús állományok ellenőrzése.

## Névvisszaélés
A VirusBuster Kft. Víruslaboratóriumában 2008 elején olyan számítógépes kártevőre bukkantak, mely a Kft. nevét felhasználva és azzal visszaélve próbált bizalmat kelteni a felhasználókban. A virusbuster.personal.v3.20.regfile.by.arcade.exe károkozó elektronikus levelekhez csatolt állományként terjedt. Mivel az általánosan elterjedt Bagle féreg egy variánsáról volt szó, ezért maga a vírus a fejlesztőknek és a felhasználóknak sem okozott túl sok problémát.
A cég nevét már korábban is megpróbálták "kölcsön venni". 2006-ban bukkant fel a magát VirusBurst néven kémprogram eltávolítónak álcázó, de valójában rosszindulatú szoftver.
A VirusBurst esetében nem egyértelmű a szándékosság, hiszen csak hasonló hangzású névről van szó. Egy másik incidensben azonban már teljes a névazonosság, ugyanis a 2008 tavaszán feloszlott 29A név alatt működő vírusíró csoport egyik oszlopos tagja ugyancsak a VirusBuster fedőnevet használta.